# Merijärvi
Merijärvi este o comună din Finlanda.